# 庫亞維地區索萊茨

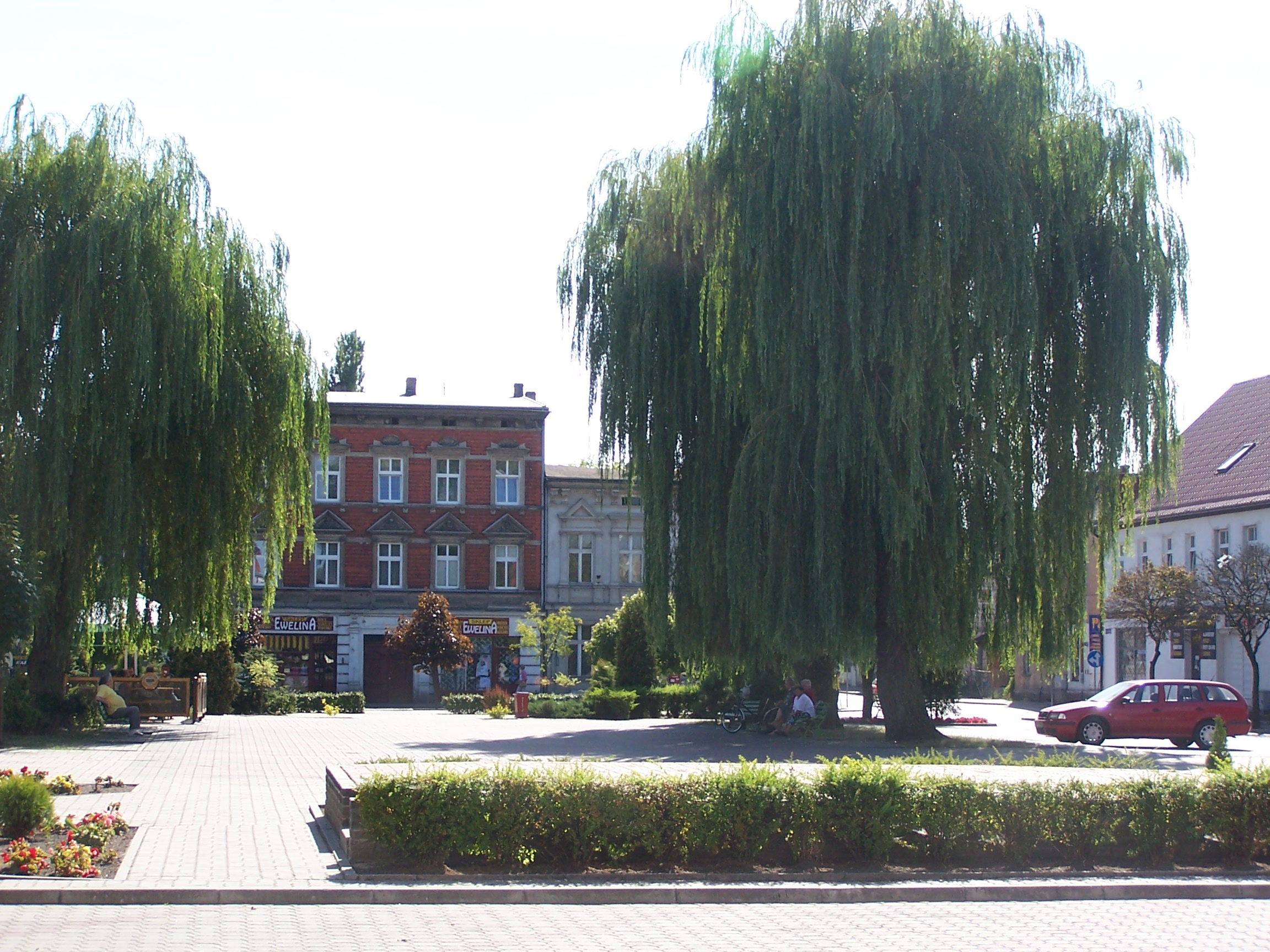

庫亞維地區索萊茨是波蘭的城鎮，位於該國北部，距離比得哥什20公里（西），距離托倫市35公里（東）。由庫亞維-波美拉尼亞省負責管轄，面積18.68平方公里。按照GUS 2019年12月31日的統計數據，庫亞維地區索萊茨有15 635個居民。Teresa Substyk自2012年以來一直擔任市長。1325年庫亞維地區索萊茨得到城市身份。
名稱
庫亞維地區索萊茨波蘭文叫Solec Kujawski。城鎮名稱指的是鹽（德語：Saltz）- 中世紀的時候較重要的商品。有可能名稱與sół, sołek有關係。這些老波蘭語詞的意思是倉庫、糧倉（為王子儲存貢品的地方）。過去城市還有其他的名字：Solecz, Solyecz (Soliecz), Solitz, Sulec, Szolec, Szulice。後來，發展了德語名稱Schulitz。這個詞被住在城市附近的村民變成Sülz（低德方言 - Plattdeutsch）。最有可能，這座城市曾經是很重要的鹽交易中心。 1924年12月2日城市的當前名稱已被正式批准。
歷史
庫亞維地區索萊茨1263年首次提到。
1325年庫亞維地區索萊茨收到城市身份。 普熱梅斯瓦夫公爵（Przemysł Inowrocławski）讓他的學科Tomasz z Jaksic建立這座城市。文件已不存在，但他受到特權的存在多次被波蘭國王確認。
庫亞維地區索萊茨作為城市存在的頭幾年並不和平。條頓騎士團與波蘭之間的糾紛導致1329年的軍事行動（大概1332年庫亞維被波蘭迷失）。
波蘭與條頓人的爭端結束後，卡齐米日三世（Kazimierz Wielki）開始在庫亞維（Kujawy）重建受災嚴重的城鎮，包括重建索萊茨。
拉約什一世（Ludwik Węgierski）尤其給了在比得哥什（包括索萊茨）附近登陸，作為Kazimierz Szczeciński王子的封地。然後，庫亞維地區索萊茨、比得哥什和其他城市屬於Władysław  Opolczyk王子（1378年起）。後來，所有者多次改變。
1392年統一庫亞維並將本地區加入波蘭王國的王冠之後，索萊茨成為Władysław Jagiełło國王的屬地。庫亞維地區索萊茨多次當過與條頓騎士團談論的地方。條頓騎士團的偉大戰爭（1409-1411）時，庫亞維地區索萊茨被燒毀了。由於戰爭和襲擊，這座城市陷入了嚴重的衰退，並嚴重貧困。
1457年索萊茨的所有者是Jan Kościelecki，Ogończyk徽章（直到1600年這座城市的所有者是Kościelecki家）。後來，雖然第二次托倫和議（1466年）之后索萊茨達到平和的目的，不過仍無法完全發展自己的經濟，因為收到鄰近城市 - 比得哥什和托倫的壓制。
從1540年起索萊茨存有維斯瓦河上的糧食商店。這些糧食商店讓與格但斯克的糧食交易比較方便。按照城市書籍摘錄，1571年庫亞維地區索萊茨所有的住民是波蘭人（德國人已被同化）。
17至18世紀 - 奧倫德（Olęder）定居點的開端。
經濟
過去，庫亞維地區索萊茨曾是木材工業的知名且重要的中心。來自各行各業的許多公司在這座城市蓬勃發展。在商業活動登記冊中總共註冊了近1,500個實體（其中約97％為私人）。在城市和公社中，至少有30家企業對當地勞動力市場至關重要。
名勝古蹟與旅遊景點
•	耶穌聖心教堂
•	聖斯坦尼斯勞斯教堂
•	23 stycznia路13號經濟公寓-目前：庫亞維地區索萊茨的普通學校和職業學校
•	紀念自由戰士的紀念碑
•	戰鬥與勝利英雄紀念碑
•	獨立紀念碑
•	約翰•保羅二世紀念碑
•	火車站19世紀建築物
•	Otorowo和Przyłubie村莊地區的Olęder定居點遺址
•	體育和娛樂中心
•	水上公園“維斯瓦河”
•	無線電廣播中心
•	托倫盆地沙丘和自然保護區的受保護景觀區-包括宏偉的楊樹和維斯瓦河景觀的其他元素
•	Przyłubie的門諾派福音派公墓
•	JuraPark 索莱茨- 侏羅紀公園
•	索莱茨普熱梅斯瓦夫公爵博物館
1. ↑  .   [2021-03-31]. （原始内容存档于2018-12-26）.
2. ↑  .   [2021-03-31]. （原始内容存档于2022-03-01）.
3. 1 2  .   [2021-03-31]. （原始内容存档于2020-06-12）.
4. ↑  Obwieszczenie Ministra Spraw Wewnętrznych z dnia 22 listopada 1924 r. o zmianie nazw miasta „Solec” na „Solec Kujawski” Dz. Urz. Min. Spr. Wew. z 31 grudnia 1924 r. nr 2-6, poz. 56.
5. ↑  .   [2021-03-31]. （原始内容存档于2021-04-29）.
6. ↑  Oficjalna strona Urzędu Miasta i Gminy Solec Kujawski